# Río Estrimón
El río Estrimón es un río de la Tracia antigua, el más largo después del Axios. Hasta el reinado de Filipo II, el río Estrimón era el límite oriental del Reino de Macedonia. Nacía en las montañas Scomios cerca de Pantalia (moderna Kyustendil) y fluía hacia el este y después hacia el sureste, pasaba por el lago Prasias o Cercinitis (actual Lago Kerkini) y junto a la ciudad histórica de Anfípolis, y desaguaba en el golfo Estrimónico.
Es un río que discurre entre Grecia y Bulgaria, por lo que en la actualidad se lo conoce más por su nombre en alguno de los idiomas de la zona: en griego, «Strymonas» («Στρυμόνας»); en búlgaro, «Estruma» o «Struma» («Струма»); en turco, «Karasu», que significa «río negro». 
Nace en las montañas Vitosha de Bulgaria y su curso discurre de noroeste a sudeste, hasta desembocar en el Egeo. Su cuenca en Bulgaria es una zona productora de carbón. La Autopista Struma, que lleva su nombre, se ha construido a lo largo del río en Bulgaria.
Es el cuarto río más largo de Bulgaria

## Mitología
En la mitología griega, Estrimón (en griego Στρυμών, Strymṓn) es uno de los dioses fluviales, mencionado individualmente como hijo de Océano y Tetis. Algunos lo creen rey de Tracia y por él se llamó así el río, antes conocido como Eyoneo. Heracles persiguió a las vacas de Gerión y reuniendo algunas las trasladó al Helesponto. Por la dificultad de recuperarlas culpó al río Estrimón, antes navegable, y llenándolo de piedras lo hizo impracticable. Licurgo, hijo de Driante y rey de los edones, habitaba a orillas del río Estrimón. Esta fue la descendencia de Estrimón:
- Brangas: Lloró mucho la muerte de su hermano Olinto y lo enterró donde había caído. Luego vino a Sitonia y construyó una gran y próspera ciudad a la que llamó Olinto en honor al niño.[2]
- Evadne: Argos, obtenida la realeza, dio su propio nombre al Peloponeso, y casado con Evadne, hija de Estrimón y Neera, engendró a Écbaso, Pirante, Epidauro y Críaso, quien heredó el reino.[5]
- Olinto: Siendo aún niño se enfrentó a un león durante una cacería y murió.[2] Epónimo de Olinto.[6]
- Reso: De una musa y del río Estrimón nació Reso.[7] O bien la musa era Euterpe,[8] Calíope[9] o Tepsícore.[10] Reso luchó junto a Príamo en Troya y fue muerto por Diomedes.[2]
- Ródope: Unida a Poseidón fue la madre de Ato o Atos.[11]
- Tereine: Trasa fue hija de Tereine (hija, a su vez, de Estrimón) y de Ares. Se casó con Hipónoo, hijo de Tribalo, y de esta unión nació una niña llamada Polifonte.[12]